# تفاعل الوسط الجاف
تفاعل الوسط الجاف أو تفاعل الحالة الصلبة أو التفاعل في غياب المذيب (بالإنجليزية : Dry media reaction) هو عبارة عن نظام تفاعل كيميائي في غياب المذيب. وما يدعو إلى تطوير تفاعلات الوسط الجاف في الكيمياء هو :
- الاقتصاد (توفير مال المذيبات)
- سهولة التنقية (فلا إزالة للمذيب بعد عملية التخليق)
- ارتفاع معدل التفاعل (نتيجة لارتفاع تركيز المواد المتفاعلة)
- صديقة للبيئة (حيث لا يتطلب وجود مذيب)، أنظر الكيمياء الخضراء

العوائق التي يجب التغلب عليها:
- يجب خلط المواد المتفاعلة لتكوين نظام متجانس
- اللزوجة العالية في نظام المتفاعلات
- غير مناسبة للتفاعلات الكيميائية التي تساعدها المذيبات على الحدوث

وفي أحد أنواع التفاعلات التي تتم في غياب المذيب، فإن المتفاعلات السائلة تستخدم بمفردها "أي دون أن يتم خلطها بشيء"، على سبيل المثال : تفاعل (1- برومو نفتالين) مع كاشف لاوسون (بالإنجليزية : Lawesson's reagent) والذي يتم دون أي إضافة لمذيب سائل ولكن يقوم (1- برومو نفتالين) بدور المذيب.
ويعتبر التفاعل الأقرب للتفاعلات الحقيقية التي تتم في غياب المذيب هو تفاعل تكاثف كنوفيناجل للكيتونات مع (مالونونيتريل)، حيث يتم وضع خليط بنسبة (1 :1) من زوج المواد المتفاعلة (بالإضافة لخلات الأمونيوم) في فرن الميكروويف.
ولقد كانت المجموعة البحثية (كولن راستون) هي المسئولة عن مجموعة من التفاعلات الجديدة التي تتم في غياب المذيب. وفي بعض تلك التفاعلات، تكون كل المواد البادئة صلبة ثم يتم مزجها معا مع بعضِ من هيدروكسيد الصوديوم لتكوين سائل، والذي يتحول إلى عجينة ومن ثم يتصلب.
وفي تطور آخر، يتم دمج العنصرين المكونين لتفاعل آلدول مع العامل الحفاز غير المتماثل (s- برولين)(بالإنجليزية : S-proline) في مطحنة كروية أثناء عملية تخليق كيميائي ميكانيكية. ويتميز ناتج التفاعل بنسبة زيادة(97%) في المتقابلات الضوئية.
ويلاحظ تسارع معدل التفاعل في العديد من الأنظمة وذلك عندما يتم عمل تبخير سريع لنظام مذيب متجانس في المبخر الدّوار في الفاكيوم (تحت ضغط منخفض)، ومثال على ذلك، تفاعل فيتيك. ويكتمل التفاعل في خمسة دقائق مع حدوث تبخير فوري في حين أن نفس هذا التفاعل عندما يكون في محلول، فإن مدة الخمسة دقائق تكفي فقط لتحويل نسبة (70%) من (ثنائي كلورو الميثان) وحتى بعد مرور أربعة وعشرين ساعة، فإن بعض الألدهيد لا يزال باقياً.